# La mujer de Judas (série télévisée, 2002)
Cet article concerne la série télévisée espagnole. Pour la telenovela mexicaine, voir La mujer de Judas (telenovela, 2012).
La mujer de Judas est une telenovela vénézuélienne diffusée en 2002 par RCTV.

## Acteurs et personnages
- Chantal Baudaux : Gloria Leal / Gloria Del Toro
- Juan Carlos García : Salomón Vaismann
- Astrid Carolina Herrera : Altagracia Del Toro
- Luis Gerardo Núñez : Marcos Rojas Paúl
- Gledys Ibarra : Marina Batista
- Julie Restifo : Joaquina Leal "La Joaca"
- Javier Vidal : Ludovico Agüero Del Toro
- Dora Mazzone : Chichita Agüero Del Toro
- Fedra López : Ricarda Araujo
- Kiara : Laura Briceño
- Albi De Abreu : Alirio Agüero Del Toro
- Roberto Moll : Buenaventura Briceño
- Karl Hoffman : Ernesto Sinclair
- Mirela Mendoza : Emma Brand
- Ámbar Díaz : Petunia López Redill
- Nacho Huett : Ismael Agüero Del Toro
- Estefania López : Cordelia Araujo Ramírez
- Concetta Lo Dolce : Sagrario Del Toro
- Sandy Olivares : Renato "René" Fabianni
- Alejandro Otero : Francisco "Pancho" Cañero
- Kareliz Ollarves : Micaela Bellorín
- Juan Carlos Tarazona : Sebastián Rojas Paúl
- Freddy Aquino : Gabriel Perdomo
- Betty Ruth : Berenice del Toro
- Elisa Stella : Isabel
- Virginia Vera : Santia
- Juan Carlos Gardié : Julián Morera
- Rodolfo Renwick : Simón Rojas Paúl
- Marcos Campos : Leoncio
- Deyalit López : Lila
- Rhandy Piñango : Calixto
- Liliana Meléndez : Rebeca
- Susej Vera : Lorena
- Ileana Aloma : Ivonne
- Kristin Pardo : Carmen Rosaura Guerrero
- Miguel Augusto Rodríguez : Pitercito
- Maria Elena Pereira : Dulce
- Alberto Álvarez (acteur)
- Verónica Ortiz
- Francis Romero
- Martin Arango
- Alexander Arias
- Josemith Bermúdez
- Andrés Borras
- Liber Chiribao
- Melida Marmol
- Vestalia Mejia
- Daniela Motola
- Mariayeya Polanco
- José Quijada
- Katiuska Rivas
- Neo Rodriguez
- José Urdaneta

## Diffusion internationale
| Pays                   | Chaîne                                    | Titre             | Série première |
| ---------------------- | ----------------------------------------- | ----------------- | -------------- |
| Venezuela              | RCTV                                      | La mujer de Judas | 16 mai 2002    |
| Chili                  | TVN                                       | La mujer de Judas | 2002           |
| Mexique                | Azteca Trece                              | La mujer de Judas |                |
| Porto Rico             | Univision PR                              | La mujer de Judas |                |
| États-Unis             | Telemundo                                 | La mujer de Judas |                |
| États-Unis             | Azteca America                            | La mujer de Judas |                |
| Colombie               | Canal RCN                                 | La mujer de Judas |                |
| Géorgie                | Imedi TV                                  | იუდას ქალი        |                |
| République dominicaine | Telesistema 11                            | La mujer de Judas |                |
| Panama                 | TVN RCP TV                                | La mujer de Judas |                |
| Serbie                 | Košava MHC                                | Тајанствена жена  |                |
| Pologne                | Zone Romantica                            | Kobieta Judasz    |                |
| Indonésie              | Vision 2 Drama                            |                   |                |
| Costa Rica             | Teletica                                  | La mujer de Judas |                |
| Équateur               | TC Televisión Oromar Televisión Canal Uno | La mujer de Judas |                |
| Argentine              | Latinovelas                               | La mujer de Judas |                |
| Russie                 | Ren TV Zone Romantica                     | Жена Иуды         |                |
| Hongrie                | Zone Romantica                            | Júdás asszonya    |                |
| Philippines            | ABS-CBN                                   | Altagracia        | 2003           |
| USA                    | Pasiones TV                               | La mujer de Judas |                |
| Azerbaïdjan            | Space                                     |                   |                |
| Bosnie-Herzégovine     | TVBN                                      |                   |                |
| Croatie                | R1                                        | Judina žena       |                |
| Albanie                |                                           | Gruaja e Judës    |                |
| Australie              |                                           | The Wife of Judas |                |
| Bulgarie               | Zone Romantica                            |                   |                |
| Égypte                 | اليوم                                     | ثمار الحب         |                |
| Irak                   |                                           | ثمار الحب         |                |
| Kazakhstan             |                                           |                   |                |
| Lettonie               |                                           |                   |                |
| Liban                  | الجديد قناة المرأة العربية                | ثمار الحب         |                |
| Lituanie               |                                           |                   |                |
| Malaisie               |                                           |                   |                |
| Maroc                  | 2M Maroc                                  | ثمار الحب         | 2009           |
| Roumanie               | Zone Romantica                            |                   |                |
| Slovénie               |                                           |                   |                |
| Émirats arabes unis    | أبوظبي الأولى                             | ثمار الحب         | 2008           |
| Ukraine                |                                           |                   |                |
| Uruguay                |                                           | La mujer de Judas |                |

## Versions
- La mujer de Judas (2012), dirigée par José Acosta, Lorena Maza et Enrique Pineda Barnet, produit par Maria del Carmen Marcos pour Azteca; avec Anette Michel, Víctor González et Chantal Baudaux.

### Sources
- (es) Cet article est partiellement ou en totalité issu de l’article de Wikipédia en espagnol intitulé « La mujer de Judas » (voir la liste des auteurs).